# Lyndon Dykes
Lyndon John Dykes (Gold Coast, 7 oktober 1995) is een Australisch-Schots voetballer die als aanvaller speelt. Hij verruilde Livingston in augustus 2020 voor Queens Park Rangers. Dykes debuteerde in 2020 in het Schots voetbalelftal.

## Clubcarrière
Dykes werd geboren in Australië uit Schotse ouders en speelde in zijn jongere jaren ook rugby. In het voetbal speelde hij in de jeugd van Mudgeeraba SC, waarvoor hij in 2013 zijn profdebuut maakte. In 2014 speelde hij kortstondig voor Merrimac FC en scoorde 25 keer in zestien duels. Zijn scoringsdrift bleef niet onopgemerkt in het land van zijn ouders, waarna Dykes zijn geluk beproefde bij de Schotse club Queen of the South FC. Hij kwam echter niet voor de club in actie en transfereerde in 2015 terug naar Australië waar hij achtereenvolgens speelde voor Redlands United FC, Gold Coast City FC en Surfers Paradise Apollo SC. Opnieuw maakte Dykes veel doelpunten, waarna Queen of the South hem weer naar Schotland haalde. Hij speelde 86 duels voor de club waarin hij tien keer doel trof. Dykes verhuisde in 2019 naar Livingston FC, dat hem eerst terugverhuurde aan Queen of the South. In augustus 2020 transfereerde hij voor €2.200.000,- naar het in de Engelse Championship uitkomende Queens Park Rangers FC.

## Interlandcarrière
Dykes kon uitkomen voor zijn geboorteland Australië of het land van zijn ouders, Schotland. Op 4 september 2020 debuteerde Dykes voor het Schots voetbalelftal in een Nations Leaguewedstrijd tegen Israël. Hij stond die dag in de basis en werd in de 74ste minuut naar de kant gehaald ten faveure van Oliver Burke. Zijn eerste doelpunt voor de nationale ploeg maakte hij drie dagen later in en tegen Tsjechië (1–2 winst). Bondscoach Steve Clarke nam Dykes mee naar het EK 2020, gespeeld in 2021. Dykes speelde in alle drie de groepsduels.
| Interlands van Lyndon Dykes voor Schotland | Interlands van Lyndon Dykes voor Schotland | Interlands van Lyndon Dykes voor Schotland | Interlands van Lyndon Dykes voor Schotland | Interlands van Lyndon Dykes voor Schotland | Interlands van Lyndon Dykes voor Schotland |
| No.                                        | Datum                                      | Wedstrijd                                  | Uitslag                                    | Competitie                                 | Bijz.                                      |
| Als speler van QPR                         | Als speler van QPR                         | Als speler van QPR                         | Als speler van QPR                         | Als speler van QPR                         | Als speler van QPR                         |
| ------------------------------------------ | ------------------------------------------ | ------------------------------------------ | ------------------------------------------ | ------------------------------------------ | ------------------------------------------ |
| 1                                          | 4 september 2020                           | Schotland – Israël                         | 1 – 1                                      | UEFA Nations League                        |                                            |
| 2                                          | 7 september 2020                           | Tsjechië – Schotland                       | 1 – 2                                      | UEFA Nations League                        | Goal                                       |
| 3                                          | 8 oktober 2020                             | Schotland – Israël                         | 0 – 0                                      | EK 2020 kwalificatieplay-offs              |                                            |
| 4                                          | 11 oktober 2020                            | Schotland – Slowakije                      | 1 – 0                                      | UEFA Nations League                        | Goal                                       |
| 5                                          | 14 oktober 2020                            | Schotland – Tsjechië                       | 1 – 0                                      | UEFA Nations League                        |                                            |
| 6                                          | 12 november 2020                           | Servië – Schotland                         | 1 – 1                                      | EK 2020 kwalificatieplay-offs              |                                            |
| 7                                          | 18 november 2020                           | Israël – Schotland                         | 1 – 0                                      | UEFA Nations League                        |                                            |
| 8                                          | 25 maart 2021                              | Schotland – Oostenrijk                     | 2 – 2                                      | WK 2022 kwalificatie                       |                                            |
| 9                                          | 28 maart 2021                              | Israël – Schotland                         | 1 – 1                                      | WK 2022 kwalificatie                       |                                            |
| 10                                         | 31 maart 2021                              | Schotland – Faeröer                        | 4 – 0                                      | WK 2022 kwalificatie                       |                                            |
| 11                                         | 2 juni 2021                                | Nederland – Schotland                      | 2 – 2                                      | Vriendschappelijk                          |                                            |
| 12                                         | 6 juni 2021                                | Luxemburg – Schotland                      | 0 – 1                                      | Vriendschappelijk                          |                                            |
| 13                                         | 14 juni 2021                               | Schotland – Tsjechië                       | 0 – 2                                      | EK 2020 – Groepsfase                       |                                            |
| 14                                         | 18 juni 2021                               | Engeland – Schotland                       | 0 – 0                                      | EK 2020 – Groepsfase                       |                                            |
| 15                                         | 22 juni 2021                               | Kroatië – Schotland                        | 3 – 1                                      | EK 2020 – Groepsfase                       |                                            |
| 16                                         | 1 september 2021                           | Denemarken – Schotland                     | 2 – 0                                      | WK 2022 kwalificatie                       |                                            |
| 17                                         | 4 september 2021                           | Schotland – Moldavië                       | 1 – 0                                      | WK 2022 kwalificatie                       | Goal                                       |
| 18                                         | 7 september 2021                           | Oostenrijk – Schotland                     | 0 – 1                                      | WK 2022 kwalificatie                       | Goal                                       |
| 19                                         | 9 oktober 2021                             | Schotland – Israël                         | 3 – 2                                      | WK 2022 kwalificatie                       | Goal                                       |
| 20                                         | 12 oktober 2021                            | Faeröer – Schotland                        | 0 – 1                                      | WK 2022 kwalificatie                       | Goal                                       |
| 21                                         | 29 maart 2022                              | Oostenrijk – Schotland                     | 2 – 2                                      | Vriendschappelijk                          |                                            |
| 22                                         | 1 juni 2022                                | Schotland – Oekraïne                       | 1 – 3                                      | WK 2022 kwalificatieplay-off               |                                            |